# Mouhammara
La mouhammara (en arabe : محمرة / muḥammara) ou mhammara est une sauce à base de piment originaire d'Alep, en Syrie, que l'on retrouve dans la cuisine levantine et la cuisine turque.

## Ingrédients
Les ingrédients principaux de la mouhammara sont le piment rouge (frais ou séché et réduit en poudre, variété d'Alep), des noix broyées, de la chapelure, et de l'huile d'olive. Il peut aussi contenir de l'ail, du sel, du jus de citron, de la mélasse de grenade et des épices (notamment le cumin). Il peut être garni de feuilles de menthe.

## Usage
La mouhammara peut être consommée seule avec du pain, ou servir de sauce pour les kebabs, les viandes grillées et les poissons.